# Почётная Золотая пальмовая ветвь
Почётная Золотая пальмовая ветвь (фр. La Palme d’Or d’Honneur) — награда, вручаемая дирекцией Каннского кинофестиваля. Призом награждаются выдающиеся кинорежиссёры, актёры, актрисы и кинопродюсеры.

## Лауреаты
- 1997 — Ингмар Бергман (Швеция)
- 2002 — Вуди Аллен (США)
- 2003 — Жанна Моро (Франция)
- 2005 — Катрин Денёв (Франция)
- 2007 — Джейн Фонда (США)
- 2008 — Мануэл де Оливейра (Португалия)
- 2009 — Клинт Иствуд (США)
- 2011 — Жан-Поль Бельмондо (Франция), Бернардо Бертолуччи (Италия)
- 2015 — Аньес Варда[1] (Франция)
- 2016 — Жан-Пьер Лео[2] (Франция)
- 2017 — Джеффри Катценберг[3] (США)
- 2019 — Ален Делон[4] (Франция)
- 2021 —  Марко Беллоккьо[5] (Италия), Джоди Фостер[6] (США)
- 2022 —  Том Круз (США), Форест Уитакер[7] (США)
- 2023 — Майкл Дуглас[8] (США), Харрисон Форд (США)
- 2024 — анимационная студия Ghibli[9] (Япония), Джордж Лукас[10] (США), Мэрил Стрип[11] (США)
- 2025 — Роберт Де Ниро[12] (США)